# Zakrocz
Zakrocz – wieś w Polsce położona w województwie kujawsko-pomorskim, w powiecie rypińskim, w gminie Rypin.

## Podział administracyjny
W latach 1975–1998 miejscowość administracyjnie należała do województwa włocławskiego.

## Demografia
Według Narodowego Spisu Powszechnego (III 2011 r.) liczyła 176 mieszkańców. Jest dwudziestą co do wielkości miejscowością gminy Rypin.

## II Rzeczpospolita
W latach międzywojennych Zakrocz nie był zbyt dużą miejscowością. Majątkiem wiejskim zarządzał wówczas niejaki Lejba Musman, o którym praktycznie nic nie wiadomo.